# عودة أبو تايه
أبو عناد عودة بن حرب أبو تايه الحويطي، من الفريجات من بني علوان بن حويط من قبيلة الحويطات العربية التي تسكن في المنطقة الممتدة من شمال السعودية إلى الحجاز جنوباً ومن صحراء النفود الكبير شرقاً إلى الأردن والنقب وسيناء والسويس غرباً. ولد في منطقة ربما ما بين مرتفعات راس النقب تقريبا سنة 1850 م.
كان عودة شخصية بارزة في الثورة العربية الكبرى. أما خارج المنطقة العربية فأكثر ما عُرِف من خلاله هو كتابة العقيد البريطاني توماس إدوارد لورنس عنه، والمعروف باسم لورنس العرب، وذلك في كتاب: أعمدة الحكمة السبعة. كما أنه معروف من خلال التجسيد التَّخَيّلي لشخصيته في فيلم لورنس العرب من إخراج ديفيد لين.

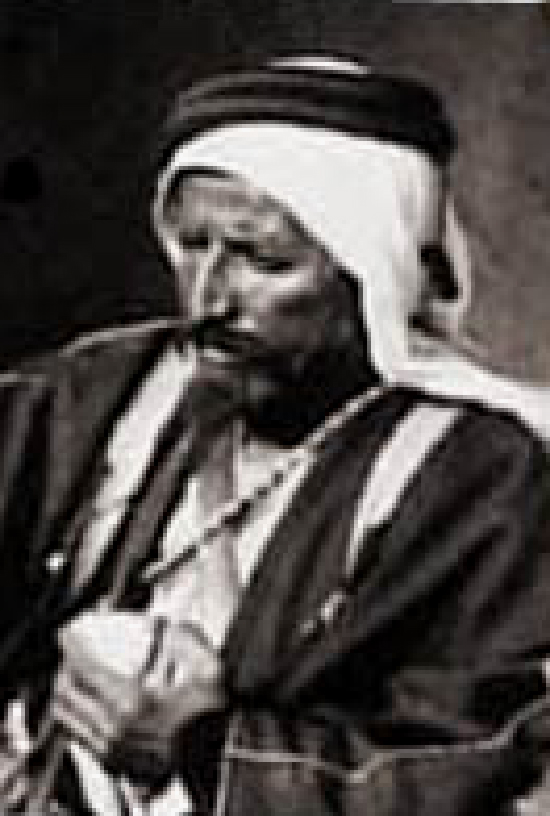
صورة عودة بن حرب أبو تايه الحويطي- 1915

## الحويطات
سَجَّل لورنس العرب أن عشيرة جازي من قبيلة الحويطات كانت في السابق تحت قيادة آل رشيد أمراء مدينة حائل شمال السعودية، ولكن العشيرة انقسمت وظهرت لدينا عشيرة الحويطات الشرقية، والتي تولى قيادتها عودة أبو تايه، وأصبحت معروفة باسم عشيرة أبو تايه نسبةً له. وكان قد تأثّر عودة بأفكار والده -حرب أبو تايه (؟-1904م)- الذي كان في تنافس على زعامة العشيرة مع عرار بن جازي. وزادت حِدَّة التَّوَتُّرَات بين قبائل الحويطات والإدارة العثمانية بعد مقتَل جنديين عثمانيين بعدما جاءا لتحصيل ضريبةٍ رفض عودة دفعها لأنه كان قد دفعها من قَبْل كما كان يدّعي، وكان ذلك سنة 1908م.

## حياته الشخصية
كان الابن الرابع من بين خمسة أشقاء وأخت واحدة. وأخته هذه كان «ينتخي» بها، أي يفتخر بها. والده حرب زعيم قبيلة ومقاتل شرس، تكفل عودة بتربية قاسية جعلته ما آل إليه.
يذكر عن صفاته الشخصية ما قاله تي أس لورنس .. منتصب كالرمح، ضامر البدن، قوي، خفيف الحركة... جبهته عريضة واطئة وأنف حاد مرتفع أقنى.. كريم لا يجارى حتى الحق به كرمه الفقر.
عرف عنه كرمه وكان يستقبل الناس في بيت الشعر خاصته الضخم والذي ينتصب بطول سبعة أعمدة، أو كما يقال في مصطلح البادية بيت «مسوبع».

## حياته الحربية
اشتهر بشخصية مميزة مثل الشجاعة والفروسية والحرب. وكان مقاتلا عنيدا وشرسا. هذا الشيء الذي اكسبه زعامة قومه عشيرة التوايهة وقبيلة الحويطات اجمع واخذ لقب «عقيد القوم» أي الرجل الذي عقد جميع رجال الحويطات بأنه كفؤ للقيادة. ويروى أنه قد أصيب بالكثير من الجروح والإصابات في حروبه وغزواته.
قبل انضمامه هو وجماعته من الحويطات للثورى العربية الكبرى، كان يوجه طاقات جماعته في الغزو القبلي التي كانت النظام الذي يحكم الصحراء. فوصل بفرسانه إلى معظم أطراف الجزيرة ونجد وغزا الجيش البريطاني في العراق ووصل إلى حلب.
ويعتبر عودة أبو تايه أحد أبطال الثورة العربية. فحينما اعتبر الأمير فيصل الداعية الإسلامي الأكبر، كان عودة هو المحارب. وقد امتدحه لورنس العرب باعتبار أنه يجسّد جميع خصائص النُّبْل والقوة والفَخْر عند البَدَوِيِّين، وقال أنه «أعظم مُقَاتِل في شمال الجزيرة العربية»، وأثنى على نسبه المثير للاهتمام والذي يشتمل على الكثير من أجيال مقاتلي الصحراء العظماء في شبه الجزيرة العربية. وكتب عنه لورنس قائلًا:
عاش عودة في الصحراء قريبًا من سكة حديد الحجاز. فكان يفضل الانعزال الذي أصبح ضرورة له بعد قتله عددًا كبيرًا من مُحَصِّلي الديون الآتين من القسطنطينية، حتى وَضَع الأتراك جائزة مقابل رأسه. كما كانت المناطق الصحراوية هي أكثر المناطق التي عمل فيها لورنس العرب والأمير فيصل بحيث يتجنبون لفت انتباه الأتراك، وقد ساعدهم أبو تايه في عملهم، حيث كتب لورنس في ما يخص ذلك ما يلي:

## دوره في الثورة العربية الكبرى
كانت قبيلة الحويطات في وقته باشد قوتها، الشيء الذي دفع الشريف الحسين بن علي بالاستعانة به وقبيلته في حربه ضد الاتراك العثمانيين التي لم يكن أبو تايه راضيا عنهم بعد تولي حزب الاتحاد والترقي الحكومة التركية وسياسته المعادية لغير الأتراك. وأيضا كان يطمح إلى التخلص من الأتراك وان يحكم العرب انفسهم ويكون الخليفة الشريف الحسين بن علي. وبعدانضمامه هو وقبيلته إلى الثورة العربية سنة 1916 م كان رأس حربة في قواتها وقائد لقبيلته التي أبلت بلاء حسنا في تلك المعارك، وأهمها الاستيلاء على قلعة ومدينة العقبة وجنوب بلاد الشام.
«من مواقفه في الثورة العربية»
قال عنه سليمان موسى انه أصبح مع بداية الحرب العالمية الأولى زعيماً من أكبر زعماء العرب في بادية الشام ومحاربا صنديدا حتى لا يكاد يخلو جزء من جسمه من أثر رصاصة أو ضربة بسيف.
يذكر عن مواقفه العربية القومية الأصيلة أيضا أنه وعند قدومه إلى معسكر الأمير فيصل في منطقة الوجه، وعند تقديم الطعام قام بتكسير طقم أسنانه الذي صنعه الأتراك أمام دهشة الحضور قائلا لن آكل طعام الأمير قائد جيش الثورة بأسنان تركية، وبقي لا يأكل المنسف طعامه المفضل حتى فتحت العقبة، حيث صنع له طبيب مصري طقما جديدا.
انضمامه هو أتباعها إلى الثورة كان من أهم أسباب انتصارها. ولقد إسنتد إلى القوة التقليدية لقبيلته في منطقة جنوب الأردن وشمال الحجاز. حتى أنه كان يخاطب قادة أعداءه الاتراك بصيغة الأمر كما في الرسالة التي كتبها إلى الحاكم التركي في منطقة الكرك، جنوب الأردن، والتي ذكرت جريدة الرأي الأردنية نصها كما يلي:
 «من عوده أبو تايه إلى متصرف الكرك. بعد السلام، أنذرك بلزوم مغادرة بلاد العرب قبل نهاية شهر رمضان. البلاد بلادنا ونريد أن يحكمها أهلها. إذا لم تغادر البلاد فإني سأعتبرك عاصياً، وسأهجم عليك حتى يقضي الله بيننا». 
وقد أهداه الشريف الحسين بن علي سيفاً بعد تحرير العقبة، ووصفه الأمير فيصل في رسالة للأمير زيد سنة 1918 م قائلاً عودة أبو تايه صديق من الروح، استشره في جميع الأمور ولا تخف عنه شيئا.
لم يكن راضيا عن نهاية الثورة العربية التي قطفت ثمارها بريطانيا وفرنسا بعد أن قسما بلاد العرب، بل حتى أن إنشاء الدولة الأردنية لم يكن ما يصبو اليه إذ انهت بذلك الثقل القبلي للحويطات في المنطقة، فمثلا، يروي أحد المستشرقين انه لم يستطع المرور من فلسطين إلى الحجاز إلا ومعه كتاب من شيخ الحويطات يسمح له بذلك. ويدل هذا على النفوذ الذي كانت تتمتع به هذه القبيلة في ذلك الوقت.

## سنوات بعد الحرب
بعد انهيار الحكومة العربية في دمشق، توقف عودة عن نشاطه ورجع إلى الصحراء ليبني قصرًا حديثًا له في منطقة الجَفْر شرق مدينة معان، ووضع فيه عَبْدًا تركيًا كان قد أَسَرَه في الحرب ليقوم على خدمة القصر. وعلى أية حال، وقبل انتهاء بناء قصره، توفي عودة بتاريخ 22 تموز 1924م لأسباب طبيعية وذلك بعد أن أُجْرِيَت له عملية جراحية في القدس، ودُفِن في منطقة رأس العين في العاصمة الأردنية عمان. وحل مكان عودة ابنه الشيخ محمد في مشيخة عشيرة الفريجات، وكان من الشيوخ البارزين في قبيلة الحويطات، ومن الذين قاموا بخدمة الوطن وقدموا التضحية من أجل حمايته 

## السجن والعفو
وجهت احكومة في عهد الملك عبد الله دعوة له لعوده للحضور إلى عمان، لتأييد حكم الأمير عبد الله لإمارة شرق الأردن، وتقديم الولاء، لكن عوده اعتذر عن الحـضور، وبعد سفر الأمير عبد الله إلى عمان عام 1922م، تم توجيه دعوة أخرى له لزيارة عمان فلبّى الدعوة، ولكن قُبِض عليه ونُقِل إلى سجن السلط  ، غير أن ما لبث أن تمكن من الفرار والهرب إلى العراق، إلى أن صدر العفو عنه بعد أن صدرت الإرادة بالعفو عنه لسابقته، وثبوت إخلاصه للحكومة

## تجسيد عودة أبو تايه في الأفلام والتلفزيون

عودة أبو تايه وإبنه محمد (يساره) بكامل زي المحارب ومجموعة من الرجال والعبيد في عمان 21 أبريل 1921

لم يكن لحد الآن، أيلول 2010، أي عمل سينمائي أو تلفزيوني يصور شخصية وأفعال عودة أبو تايه كما هي مثبتة بكتب التاريخ والمصادر. وكانت الأعمال الغربية تصوره على أنه الهمجي مقابل الغربي المتمدن، والاعمال العربية تصوره بما يتناسب مع الضوابط الاجتماعية والقبلية والسياسية. ولعل أهم الأعمال التي صورت عودة هي ما يلي:
- قام الممثل أنتوني كوين بتجسيد دور عودة أبو تايه في فيلم لورانس العرب. وتم إظهار شخصية عودة على أنها شخصية معقدة تجمع ما بين الحكمة الأبوية واللصوصية الصحراوية، ومنذ عرض الفيلم الأول كان هذا التجسيد محل انتقاد من قبل النقاد والمستشرقين بنائا على حقيقة أن عودة كان داعما مخلصا للاستقلال العربي ومنخرطا بشكل أساسي في التخطيط العسكري للمعارك الثورة

. وتذكر المصادر، بأن شخصية عودة في الفيلم الشهير كانت مبنية على ما صوره لورنس في الاصل في كتاباته على أن عودة شخصية فوضوية ذات طاقة ذكورية بدائية تعارض مع فكرة الحضارة البريطانية  وهذه الفكرة بالأساس هي متكررة في الكثير من كتب الاستشراق التي تصور العرب على أنهم النقيض الشرير للحضارة الغربية عامة. وأثار تصوير عودة أبو تايه في الفيلم بهذه الطريقة غضب أقاربه وقاموا برفع قضية ضد ستوديوهات كولمبيا  - الشركة المنتجة للفيلم- إلا ان الدعوة تم إسقاطها في النهاية.
- في سنة 2009، قام المركز العربي للإنتاج الإعلامي في الأردن بإنتاج مسلسل تلفزيوني من 30 حلقة باسم «عودة أبو تايه (مسلسل)». ومع أن المسلسل لاقى نجاحا، إلا أنه لم حول شخصية عودة أبو تايه إلى شخصية خيالية تناسب المسلسلات البدوية. وكانت هنالك العديد من النقاط التي تخرج فيها شخصية عودة في المسلسل عن الإطار التاريخي والحقيقي لعودة بن حرب أبو تايه وتتحول إلى بطل مسلسل بدوي يتناسب مع أذواق الفئة المستهدفة من الجمهور وبنفس الوقت لا تصور الأعمال الحقيقة لعودة كي لا تجرح مشاعر أبناء القبائل الأخرى.[15]

## كتابات لورنس العرب عن عودة
كتب لورنس العرب الكثير في امتداح عودة أبو تايه، فمثلًا كتب في وصف شكله ما يلي:
كما كتب لورنس عن تاريخ عودة ما يلي: